# مادبو علي عبدالحميد
مادبو علي عبد الحميد هو أحد امراء الثورة المهدية وزعيم قبيلة الرزيقات، إجدى قبائل البقارة، في تلك الحقبة. وقف مع الثورة المهدية وكان أحد الذين حاربوا معها في دارفور. وعرف بدوره البارز في تعجيل انهيار الحكم التركي المصري في دارفور، ثم خروجه وتمرده ضد سلطة الخليفةعبد الله التعايشي الذي كلفه حياته وتهجير قبيلته إلي أم درمان عاصمة المهدية.

## اسمه ونسبه وذريته
اسمه بالكامل هو مادبو ود علي ود برشم ود عبد الحميد ود ضو البيت. وهو شيخ شيوخ قبيلة الرزيقات ينتمي إلى عشيرة الماهرية إحدى عشائر قبيلة الرزيقات ومن فرع أولاد محمد. وله من الأبناء اثنان: موسى وعيسى ومن الأحفاد أربعة هم إبراهيم ومحمود وعلي ويحيى. واللفظ «مادبو» اسم علم مذكر اشتهر بين افراد قبيلة عرب الرزيقات وأصله المؤدب أي المعلم، كما انتشر الاسم وسط مسلمي غرب ووسط افريقيا بتحريفه إلى موديبو - مودبُ (بضم الميم والباء) ـ أي مُؤدب. وممن تسمى به زعيم جمهورية مالي الأسبق موديبو كيتا.

## إنضمامه إلى المهدية
كان مادبو أول من اشعل نار الثورة المهدية في دارفور وهاجر إلى قدير عام 1882م لمبايعة المهدي بعد أن ترامت إلي مسامعه إنتصارات المهدي في الجزيرة ابا، فشارك معه القتال في واقعة الشلالي التي أبلي فيها الأنصار بلاء حسناً فعينه المهدي أميراً علي دارفور.

## مناصرة المهدية في حروبها في دارفور
بعد عودة مادبو إلى دار الرزيقات طلب منه سلاطين باشا حاكم دافور في عهد التركية السابقة مقابلته فرفض مادبو، مما جعل سلاطين يدرك حقيقة أن قبائل دارفور جميعها قد خرجت علي الحكم التركي المصري وتنوي الانضمام إلى صفوف انصار المهدي، ولم يمض وقت طويل حتى قاد مادبو حملة ضمت قبائل الرزيقات والمعاليا وأفراد بعض القبائل العربية الأخرى ضد حامية شكا التي كان يتولى قيادتها القمندان يوسف أفندي. واستطاع الأنصار بقيادة مادبو تحقيق النصر على الحامية وتمكنوا من الظفر بغنائم كبيرة منها ثلاثمائة بندقية وكميات ضخمة من الذخيرة. ثم انتصروا لاحقاً على سلاطين في موقعة أم ورقة.

## العودة إلى بادية شكا
بعد معركة شيكان مباشرة تغير موقف مادبو تجاه الثورة المهدية وتراجع الحماس الذي بدأ به مسيرته معها ولعل مرد ذلك هو قرار المهدي بتعيين ابن عمه محمد خالد زقل أميراً علي دارفور بدلاً عن مادبو متجاهلا بذلك مكانة مادبو والجهود الجبارة التي بذلها في مناصرة الثورة المهدية في دارفور واعلاء رايتها حتى استسلم سلاطين باشا حاكم دارفور وسقط نظام الحكم التركي المصري هناك. وهناك من يعتقد بأن هدف المهدي من تعيين زقل وبما يرجع إلى خبرته الإدارية أو لصلة القرابة التي تربطه بالمهدي وأن مادبو في نظر المهدي قد لا يعدو عن كونه شيخ قبيلة. وفي كل الأحوال فأن مادبو آثر الإنزواء ب في باديته في شكا بعيدا عن مسرح الأحداث.

## رفض الإنصياع لأمر الخليفة بالهجرة إلى أم درمان
أرسل الخليفة إليه طلباً بالإنضمام هو وقبيلة إلى الجهاد في سبيل الله لمحاصرة الخرطوم تمهيداً لتحريرها. لم يعر مادبو للأمر إهتماما، فأرسل إليه الخليفة خطابا حمله فيه مسؤوليته عدم هجرة الرزيقات.ربما كان الخليفة يهدف من ذلك اقصاء مادبو عن قبيلته، فابدى مادبو المماطلة في تلبية طلب الخليفة متوخياً الخداع، وتظاهر بأنه يريد استعجال الهجرة ولكن هناك من الأسباب ما تحول دون الهجرة في ذلك الحين متعللا بانعدام المياه بجهة دينقا الواقعة على الطريق إلى أم درمان. واقترح الأخذ بطريق بحر العرب في حالة ما إذا كان سيهاجر بمفرده، اما إذا كانت الهجرة تشمل القبيلة بأكملها فلابد من الانتظار حتى يحل موسم الخريف حيث تتوفر المياه في الطريق المارة عبر دارفور وكردفان. 
وثمة من يرى بأن سبب عدم الإمتثال لأمر الخليفة بالهجرة يعود إلى أن بعض عمال  عمالات دولة المهدية قد دس الوشايات عند الخليفة فأوغر صدره على مادبو واصبحوا هؤلاء العمال يطلقون المزاعم ومنها أن مادبو يرى في نفسه أنه أرفع مكانة من الخليفة والذي كان في يوم من الأيام يعمل تحت إمرته، ويقرأ آيات القرآن في خلوته ويعد التمائم لمقاتلي للقبيلة بغية ابطال السلاح الناري الدي كان يستخدمه جنود الزبير ود رحمة اثتاءالحرب معهم وقد تعهدوا أن يدفعوا له بقرة من كل قطيع.

## التمرد على الخليفة
كان الخليفة يدرك أهمية كسب الرزيقات في صفه سلمياً، فصار يكثر التودد إلى مادبو إلا أن ذلك لم يجد فتيلاً، فقد أعلن مادبو ومعه الرزيقات اعتراضهم على الهجرة وخرجوا على المهدية فأخذوا يغيرون علي القبائل الموالية لها، ويقطعون الطرق، ويشنون الغارات عليها، ومع ذلك واصل الخليفة في تودده للرزيقات وزعيمهم مادبو ومحاولة استدراجهمإلى الهجرة، فكتب إلى مادبو رسالة واصفاً أياه بالحبيب المكرم، ومناشدا بالهجرة اليه هو وأبنه وقبيلته حتى يقوى بهم عضد المهدية. ويبدو أن مادبو كان مدركا بمكر الخليفة ودهائه فكان يكثف من اتصالاته بالقبائل المجاورة بغرض مواجهه عمال المنطقة في شكا، امما اثار مخاوف الخليفة الذي أمر بمراقبة طرق الصحراء وحراستها والتحقق الكامل من كل من يعبرها، كما قام بتوجيه تحذيراً صريحاً لقبائل وعشائر الهبانية والمساليت القاطنين في منطقة قريضة جنوب دارفور من مغبة التعاون مع مادبو.

## العصيان
وفي غضون ذلك اتسعت دائرة عصيان مادبو وازدادت خطورة عصيانه، فأصبح زعيماً للخارجين عن سلطة الخليفة في جنوب دارفور، بل أنه سعي للتعاون مع جهادية الأبيض الذين فروا إلي جبال النوبة ولكن فشل ذلك التعاون نتيجة لتمكن حمدان أبو عنجة من قمعه وباءت بالفشل كل محاولات الخليفة في ثني مادبو عن عناده واقناعه بالحضور إلى أم درمان لتجديد البيعة وزيارة ضريح المهدي. ونما إلى مسامع الخليفة بأن مادبو قام بإعداد جيش من الرزيقات وأعلن عصيانه الصريح، وتوالت الأخبار عن توالي حدوث القلاقل والإضطرابات بغرب السودان سببها مادبو.

## الصدام مع عمال الخليفة
ثم حدث ما كان يخشاه الخليفة الصدام بين جيش مادبو والأنصار. وقد تمكن مادبو بفضل الدعم الذي قدمه له الرزيقات وبعض افراد القبائل بالسلاح والرجال من إخضاع كافة القبائل التي كانت تقطن مابين شكا وبحر الغزال، إلا أن انتصاره عليها لم يدم طويلاً. حيث أمر الخليفة عامله في المنطقة كرم الله كركساوي بالتوجه الي شكا والمشاركة في قمع ثورة مادبو مع كل من عامل الفاشر الخليفة البشاري خليل وعامل دارا يوسف إبراهيم والقبض علي مادبو أو قتله إذا رفض الاستسلام.

## مقتله
ظل كركساوي يتعقب مادبو من قرية إلي أخري حتى تمكن من القبض عليه في منطقة الدور ومن ثم تم إقتياده نحو أم درمان تنفيذاً لأمر الخليفة وعند مرور مادبو بالأبيض، أوقف الأمير حمدان أبو عنجة الفرقة التي كانت تقتاده إلى أم درمان وحبسه ثم أمر بقطع رأسه تصيفة لحسابات قديمة بينهما وارساله جثة إلي الخليفة في أم درمان ليتم تعليقه في الجامع عبرة لمن يعصي أوامر الخليفة ويتمرد عليه. توفي مادبو في سنة 1886 وخلفه في نظارة الرزيقات إبنه موسى مادبو.